# ビクトル・エスパサンディン・ファカル
ビクトル・マヌエル・エスパサンディン・ファカル（Víctor Manuel Espasandín Facal, 1985年5月16日 - ）はスペイン・ア・コルーニャ出身のサッカー選手。ポジションはディフェンダー。

## 来歴
SDコンポステラを経て、レアル・バリャドリードのユースチームに所属。2006年に同チームにてプロデビューを果たした。翌2006-2007シーズンはSDポンフェラディーナに所属するも、出場機会に恵まれずわずか7試合の出場に留まった。しかしながら、幸運にも当時FCバルセロナの監督であったジョゼップ・グアルディオラの目にとまり、シーズン終了後、22歳でFCバルセロナB（当時）へと移籍する。バルセロナ移籍当初は、期待されながらも負傷による長期離脱やプレーの不安定さが災いしスタメン定着には至らなかったが、2009-10シーズンにはレギュラーとしてプレー。シーズン終了後にキプロスのオモニア・ニコシアへと移籍した。